# 61 Batalion Saperów (LWP)
61 batalion saperów (61 bsap) – samodzielny pododdział wojsk inżynieryjno-saperskich ludowego Wojska Polskiego. 
Terytorialnie należał do Warszawskiego Okręgu Wojskowego.
Wchodził w skład 8 Korpusu Piechoty (1951-1953), a następnie 8 Korpusu Armijnego (1953-1956).
Stacjonował w Olsztynie.